# Halone furcifascia
Halone furcifascia là một loài bướm đêm thuộc phân họ Arctiinae, họ Erebidae.